# Pseudoromicia
Pseudoromicia is een geslacht van zoogdieren uit de familie van de gladneuzen (Vespertilionidae). De wetenschappelijke naam van het geslacht werd in 2020 gepubliceerd door Monadjem, Patterson, Webala & Demos.

## Soorten
Er worden 9 soorten in dit geslacht geplaatst:
- Pseudoromicia brunnea (O. Thomas, 1880)
- Pseudoromicia isabella (Decher, Hutterer, & Monadjem, 2015)
- Pseudoromicia kityoi Monadjem et al., 2020
- Pseudoromicia mbamminkom Grunwald et al., 2023
- Pseudoromicia nyanza Monadjem et al., 2020
- Pseudoromicia principis Juste et al., 2023
- Pseudoromicia rendalli (O. Thomas, 1889)
- Pseudoromicia roseveari (Monadjem, L. R. Richards, P. J. Taylor, & S. Stoffberg, 2013)
- Pseudoromicia tenuipinnis (W. C. H. Peters, 1872)